# Andrzej (1857)
Andrzej – parowy wiślany statek pasażerski Królestwa Polskiego (środkowej Wisły) o napędzie bocznokołowym.
Był to pierwszy statek parowy skonstruowany wraz z maszyną parową w Polsce.

## Dane
- armator: Spółka Żeglugi Parowej
- miejsce budowy: Warsztaty Żeglugi Parowej na Solcu w Warszawie
- maszyna parowa
  - moc: 60 KM
  - produkcja: Warsztaty Żeglugi Parowej na Solcu w Warszawie.

## Historia
- 1857 r. – rozpoczęcie służby
- 1871 r. – sprzedanie do Rosji.

## Literatura
- Witold Arkuszewski, Wiślane statki pasażerskie XIX i XX wieku. Gdańsk: Wydawnictwo Ossolineum, 1973.